# Reinhard Hippen
Reinhard Hippen (* 17. Januar 1942 in Leer (Ostfriesland); † 25. April 2010 in Mainz) war ein deutscher Grafikdesigner und Gründer des Deutschen Kabarettarchivs.

## Leben
Reinhard Hippen interessierte sich schon mit 14 Jahren für Kabarett und Satire und begann eine umfangreiche Sammeltätigkeit auf diesen Gebieten. Wegen des Kabarettisten Hanns Dieter Hüsch, der damals in Mainz lebte, siedelte auch Hippen dorthin über und legte mit seiner Sammlung den Grundstock des von ihm 1961 gegründeten Deutschen Kabarettarchivs. Bis 1989 hatte er auch dessen Leitung inne, danach wurde es von der Stadt Mainz übernommen. Zusammen mit Klaus Budzinski veröffentlichte er das Metzler-Kabarett-Lexikon und war Autor mehrerer Bücher zur Geschichte des deutschen Kabaretts. Hippen war auch ein Mitbegründer des Walk of Fame des Kabaretts und des OpenOhr Festivals in Mainz, sowie der Festivals auf Burg Waldeck (Hunsrück).
Seit 1968 arbeitete Hippen mit Rolf-Ulrich Kaiser zusammen; er gestaltete Bücher und Magazine für dessen Popkulturverlag Kinder der Geburtstagspresse, das Programmheft für die Internationale Essener Songtage, sowie ab 1970 zahlreiche Plattencover des Krautrock-Plattenlabels Ohr.

## Werke
als Autor:
- Loppe Loppe Leiter. Linkisch Lied für Lust und Lümmel. Illustrationen von Gertrude Degenhardt. Verlag Detlef Eberwein, Offenbach 1967.
- Kabarett der spitzen Feder. Streitzeitschriften. pendo-Verlag, Zürich 1986, ISBN 3-85842-202-9.
- Das Kabarett-Chanson. Typen – Themen – Temperamente. pendo-Verlag, Zürich 1986, ISBN 3-85842-203-7.
- Satire gegen Hitler. Kabarett im Exil. pendo-Verlag, Zürich 1986, ISBN 3-85842-201-0.
- Es liegt in der Luft. Kabarett im Dritten Reich. pendo-Verlag, Zürich 1988, ISBN 3-85842-204-5.
- Erklügelte Nervenkultur. Kabarett der Neopathetiker und Dadaisten. pendo-Verlag, Zürich 1991, ISBN 3-85842-205-3.
- Zusammen mit Klaus Budzinski: Metzler-Kabarett-Lexikon. Metzler, Stuttgart 1996, ISBN 3-476-01448-7.

als Herausgeber und Mitwirkender:
- Hanns Dieter Hüsch: Den möcht' ich seh’n … Zusammenstellung von Reinhard Hippen, Nachwort von Jürgen von Tomei. Satire-Verlag, Köln 1980, ISBN 3-88268-005-9.
- Zusammen mit Gerd Wollschon: Satire Jahrbuch 1. Satire Verlag, Köln 1978, ISBN 3-88268-004-0.
- Sich fügen – heißt lügen. 80 Jahre deutsches Kabarett. Schmidt und Bödige, Mainz 1981, ISBN 3-88193-011-6.
- Typisch Bonewitz. Satiren von B bis Z. Sketche und Vorträge, Songs und Gedichte, Glossen und Kommentare, Essays über den Autor. Schmidt, Mainz 1993, ISBN 3-87439-306-2.

als Grafiker:
- Rolf-Ulrich Kaiser: Underground? Pop? Nein! Gegenkultur! Eine Buchcollage. Kiepenheuer & Witsch, Köln 1969.
- Rolf-Ulrich Kaiser (Hrsg.): Fabrikbewohner. Protokoll einer Kommune und 23 Trips. Mitarbeit Gille Lettmann. Droste, Düsseldorf 1970.